# قایق توپ‌دار کلاس تتیس
قایق توپ‌دار کلاس تتیس (به انگلیسی: Thetis-class gunboat) یک کلاس از قایق‌های توپ‌دار است که طول آن ۷۰ متر می‌باشد.